# جو كانتور
جو كانتور (بالإنجليزية: Joe Kantor)‏ هو لاعب كرة قدم أمريكية أمريكي، ولد في 17 ديسمبر 1942 في بارما هايتس في الولايات المتحدة.

## وصلات خارجية
- جو كانتور على موقع مرجع كرة القدم المحترفة.كوم (الإنجليزية)